# Marcus Ekenberg
Marcus Ekenberg (* 16. Juni 1980) ist ein schwedischer Fußballspieler. Der Stürmer wurde in der Zweitliga-Spielzeit 2009 Torschützenkönig der Superettan.

## Werdegang
Ekenberg begann mit dem Fußballspielen bei Mjällby AIF. Beim Klub aus der Provinz Blekinge län durchlief er die einzelnen Jugendmannschaften, ehe er 1997 für die erste Mannschaft in der zweiten Liga debütierte. In der Spielzeit 1999 trug er mit elf Saisontoren zum Erreichen des dritten Tabellenplatzes bei. Während er sich parallel in den Jugendauswahlen des Svenska Fotbollförbundet etablierte, weckte er somit das Interesse höherklassiger Vereine.
Zur Erstligaspielzeit 2000 wechselte Ekenberg zu Helsingborgs IF. Dort kam der Stürmer jedoch unter Trainer Nanne Bergstrand nur sporadisch zum Einsatz. Auch zu Beginn der folgenden Spielzeit gehörte er nur zu den Ergänzungsspielern, so dass er im Sommer an seinen alten Klub ausgeliehen wurde. Mit Mjällby AIF erreichte er in der Zweitliga-Spielzeit 2001 den Relegationsplatz, in den beiden Spielen scheiterte der Klub an IFK Norrköping. Nach seiner Rückkehr zu Helsingborgs IF kam er unter dem neuen Trainer Sören Cratz öfter zum Einsatz als bei dessen Vorgänger, so dass er sich nach dessen Abschied zum Saisonende in Richtung Mjällby AIF ebenfalls zum Klubwechsel entschied.
Mit dem mittlerweile drittklassig antretenden Klub verpasste Ekenberg in der Spielzeit 2003 als Staffelsieger der Division 2 Södra Götaland erst in den Aufstiegsspielen gegen GAIS den Wiederaufstieg. Nachdem in der folgenden Spielzeit der Staffelsieg wiederholt wurde, setzte er sich mit der Mannschaft gegen Husqvarna FF durch und kehrte in die Zweitklassigkeit zurück. In der Superettan etablierte er sich als regelmäßiger Torschütze und verhalf dem Klub mit zehn Saisontoren in der Spielzeit 2005 zum Klassenerhalt. Nach jeweils 15 Toren in den beiden folgenden Spielzeiten belegte er in der Spielzeit 2008 hinter Jonas Henriksson den zweiten Platz in der Torschützenliste und war damit jeweils Garant, dass sich der Verein im Mittelfeld der Zweitliga-Tabelle festsetzen konnte.
In der Spielzeit 2009 bildete Ekenberg mit Erton Fejzullahu, der den Verein im Sommer verließ, David Löfquist und Johan Svensson die Offensive des Klubs, die mit insgesamt 60 Saisontoren auf den ersten Platz der Liga stürmte. Zum Wiederaufstieg des Klubs in die Allsvenskan nach dem Abstieg am Ende der Spielzeit 1985 trug er 19 Saisontore und elf Torvorlagen bei, so dass er zusammen mit Mattias Adelstam Zweitligatorschützenkönig wurde. In der Erstligaspielzeit 2010 war er mit seinen neun Treffern und sieben Torvorlagen der offensivstärkste Spieler im Kader der Südschweden. Besonderheit in dieser Saison: Nach mehreren Jahren, in denen er immer von Beginn an auf dem Platz stand, wurde er im Spieljahr 2010 erstmals seit langem in einer Begegnung als Ersatzspieler eingewechselt. An der Seite von Tobias Grahn, Patrik Rosengren und Mattias Asper behauptete er sich dennoch auch in den folgenden Jahren über weite Strecken als Stammspieler und trug als regelmäßiger Torschütze zum Klassenerhalt bei. Nachdem er zu Beginn der Spielzeit 2012 erneut nur Ergänzungsspieler gewesen war, gab es zeitweise Gerüchte um einen Abschied, letztlich verlängerte er Ende August seinen Vertrag um drei weitere Jahre.